# Ommegang (Liedekerke)

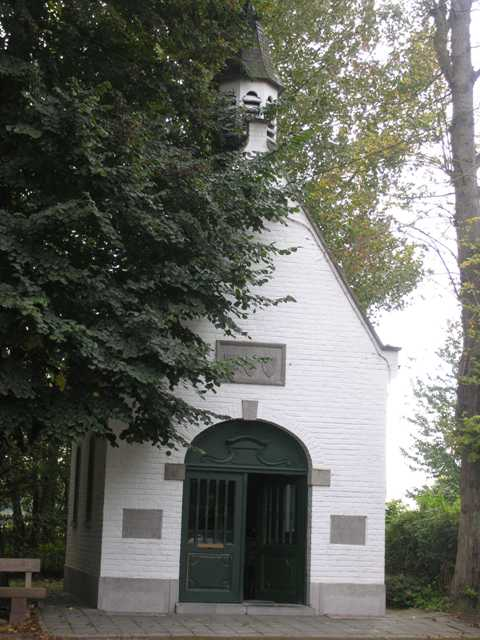
Kapel van Onze-Lieve-Vrouw ter Muilen

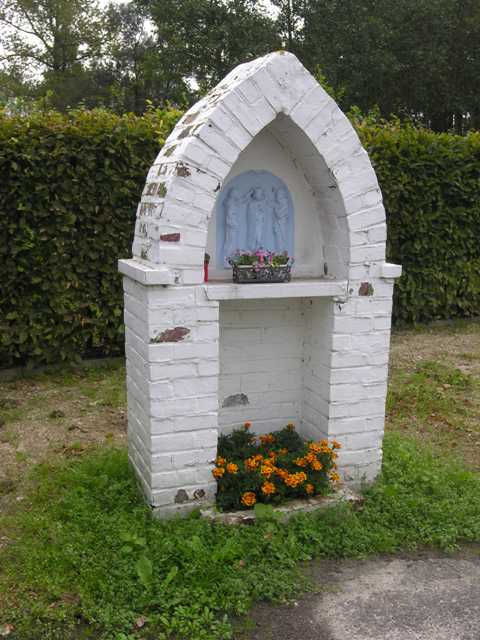
Een pijlerkapelletje

De Ommegang is een rondweg met een reeks kapelletjes in de tot de Vlaams-Brabantse gemeente Liedekerke behorende buurtschap Muilem.

## Geschiedenis
In 1249 zou Maria, gezeten op een muilezel, zijn verschenen aan Raso X van Gaveren die deelnam aan de Kruistochten en hij beloofde een kapel en een klooster te Liedekerke te stichten. In 1252 werd dan ook een kapel gebouwd ter ere van Onze-Lieve-Vrouw Ter Muilen. Deze kapel trok veel bedevaartgangers en werd in 1349 nog vergroot.
In 1445 werd er ook een Karmelietenklooster gesticht, het Klooster ter Muilen. Van 1492-1532 verbleven de monniken te Aalst omdat de streek door rondtrekkende bendes onveilig was. Tijdens de godsdiensttwisten werd het klooster verwoest in 1566 en in 1582 in brand gestoken. Vanaf 1618 was de kapel weer in gebruik en in 1648 werd hij zodanig vergroot dat hij als Kerk van Onze-Lieve-Vrouw ter Muilen te boek stond. Van 1653-1662 werd een nieuw klooster gebouwd. Dit kreeg echter in 1667 te maken met de invallen van de troepen van Lodewijk XIV. In 1796 kwam een einde aan het klooster. Het werd door het Franse bewind opgeheven, het grondbezit van 12 ha verkocht aan een particulier, en de gebouwen werden in brand gestoken.
Pas in 1856 werd Ter Muilen weer een bedevaartsoord en in 1884 werd een grote kapel gebouwd evenals twee kleinere op de hoekpunten van de ommegang. In de 2e helft van de 20e eeuw werden meerdere kapellen gebouwd en in 1961 werd een bronzen beeld van Maria op de muilezel geschonken.

## Ommegang
De ommegang, deels gelegen langs de Hollebeek, kent 16 kapelletjes. Het betreft 15 pijlerkapelletjes die de 15 geheimen van de rozenkrans verbeelden en een grotere, betreedbare, kapel gewijd aan Onze-Lieve-Vrouw ter Muilen. Ook de restanten van het voormalig karmelietenklooster zijn hier te vinden.